# Крапля Сонця (діамант)
«Кра́пля Со́нця» (англ. Cora Sun-Drop Diamond), називається також «Уламок Сонця», «Сльоза Сонця», — унікальний діамант, має ряд найвищих характеристик серед діамантів взагалі і рекордні характеристики — у своєму класі.

## Історія
Сирий алмаз було здобуто в 2010 році у кімберлітових копальнях Південно-Африканської Республіки. Огранювання каменю проводила велика алмазооброблююча компанія США — Cora International LLC, N.Y., що витратила на вибір відповідної форми і на філігранне втілення задуму біля півроку. Отримавши діамант, компанія звернулася за експертним висновком в Гемологічний інститут Америки (англ. Gemological Institute of America, англ. GIA), широко відомий розробкою і підтримкою еталонної системи оцінювання діамантів.
Аналізом оцінено вік каменю не менше 1 млрд років. Рідкісний яскраво-жовтий колір зумовлений високим вмістом в кристалічній структурі алмазу пов'язаних молекул азоту; при цьому вони розподілені настільки рівномірно, що прозорість каменю близька до ідеальної. Імовірність такого рівномірного розподілу чужорідних включень при такому чималому розмірі алмазу нікчемно мала, що робить його виключно рідкісним. Діамант був сертифікований як «фантазійний»,-тобто найвищої категорії,-за кольором і чистотою, і як найбільший яскраво-жовтий грушеподібний алмаз у світі. Експерти назвали і приблизну вартість діаманта-від 11 до 15 млн доларів.
Під час передпродажної підготовки в лютому 2011 року «молодий» коштовний камінь ненадовго став експонатом Музею природознавства в Лондоні, де експонувався разом з «Пірамідою надії», — унікальною колекцією з 296 кольорових алмазів, зібраною стараннями корпорації «Aurora Gems», — а вже 15 листопада 2011 року діамант був проданий на аукціоні в Женевському відділенні аукціонного будинку «Сотбіс» анонімному телефонному покупцеві за 12,4 млн доларів, з яких 1,5 млн склали комісійні збори аукціону. Деякі коментатори відзначили, що ціна продажу виявилася на 100 тис. доларів нижче нижнього порогу в 11 млн доларів, встановленого попередньою оцінкою експертів GIA, але навіть при цьому представники «Сотбіс» стверджували, що лотом «Крапля Сонця» був поставлений абсолютний ціновий рекорд з розрахунку на один карат алмазів жовтого кольору.

## Параметри
- Маса — 100.3 карата, або 22.06 г (більшість діамантів легша за один карат, тобто, важать не більше 0.2 г);
- Колір — яскравий лимонно-жовтий (більшість діамантів безбарвна або ледве тонована);
- Чистота — VVS1 за стандартом GIA (2.2 по ТУ 25-07.1319-77), тобто під 10-кратним збільшенням при перегляді з тильного боку (через павільйон) «в центральній зоні помітні не більше трьох незначних світлих крапок або в середній і периферійних зонах не більше двох дефектів у вигляді незначних темних крапок або смужок»[9][10];
- Ограновування — «фантазійне» ограновування у вигляді груші (Г-56) на 56 граней, 32 фасети у верхній частині, 23 — у нижній.
- Розмір діаманта — 3,94 см у висоту, 2,83 см завширшки[3].

## Ресурси Інтернету
- http://www.bbc.co.uk/news/world-europe-15746900 [Архівовано 7 січня 2016 у Wayback Machine.]
- http://www.dailymail.co.uk/news/article-1360252/Jerry-Hall-dazzled-priceless-Cora-Sun-Drop-diamond-display-London-Vault.html [Архівовано 4 березня 2016 у Wayback Machine.]
- http://www.artmarketmonitor.com/wp-content/uploads/2011/10/Press-Release-Sun-Drop-Diamond-Sothebys-Geneva-15-Nov-2011.pdf [Архівовано 4 березня 2016 у Wayback Machine.]